# دونا إدواردز
دونا إدواردز (بالإنجليزية: Donna Edwards)‏ هي ممثلة ، ولدت في 1963 في المملكة المتحدة.

## وصلات خارجية
- دونا إدواردز على موقع IMDb (الإنجليزية)
- دونا إدواردز على موقع قاعدة بيانات الفيلم (الإنجليزية)